# Grã-Bretanha nos Jogos Olímpicos de Inverno de 1952
O Grã-Bretanha mandou 18 competidores que disputaram três modalidades nos Jogos Olímpicos de Inverno de 1952, em Oslo, na Noruega. A delegação conquistou 1 medalha no total, sendo uma de ouro.